# Dintikon
Dintikon (toponimo tedesco) è un comune svizzero di 2 207 abitanti del Canton Argovia, nel distretto di Lenzburg.

## Storia

### Simboli
Lo stemma apparve per la prima volta in questa forma su un sigillo comunale del 1811, ma il suo esatto significato è sconosciuto.

## Società

### Evoluzione demografica
L'evoluzione demografica è riportata nella seguente tabella:
Abitanti censiti

## Infrastrutture e trasporti

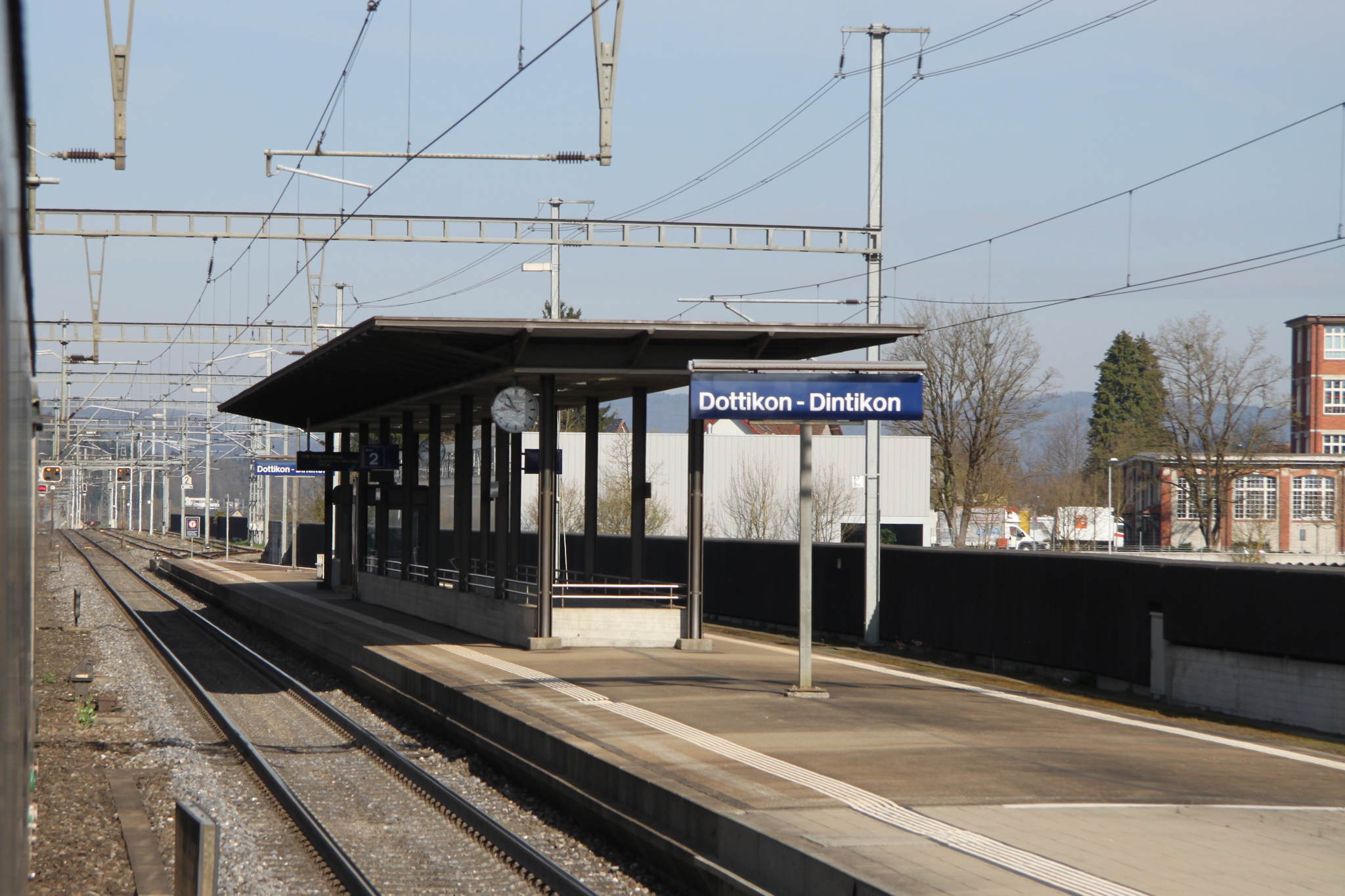
La stazione di Dottikon-Dintikon

Dintikon è servito dalla stazione di Dottikon-Dintikon sulla ferrovia Brugg-Immensee.

## Amministrazione
Ogni famiglia originaria del luogo fa parte del cosiddetto comune patriziale e ha la responsabilità della manutenzione di ogni bene ricadente all'interno dei confini del comune.